# Michelangelo da Campidoglio
Michele Pace, más conocido como Michelangelo da Campidoglio (Roma, 1610- Roma, 1670)  fue un pintor barroco italiano, especializado en bodegones. 

## Biografía
Se tienen pocos datos biográficos de este pintor, activo en Roma en las décadas centrales del siglo XVII. Fue discípulo de Benedetto Fioravanti. Su apodo del Campidoglio procede del taller que tenía en este lugar de Roma, cerca de la colina Capitolina. Su obra, dedicada casi en exclusiva a la naturaleza muerta, destaca por un estilo suntuoso y recargado, en composiciones abigarradas donde los objetos —generalmente frutas— cubren casi todo el lienzo. Tenía preferencia por frutas abiertas y jugosas, agradables a la vista. En ocasiones también aparecían en escena pequeños animales (como conejos o monos) y figuras humanas, generalmente femeninas, en actitud sonriente y despreocupada.
Existe poca certeza en las atribuciones de sus obras: las más atribuibles son las conservadas en el Museo de Ajaccio, el Metropolitan Museum de Nueva York y el Ca' d'Oro de Venecia.

## Galería

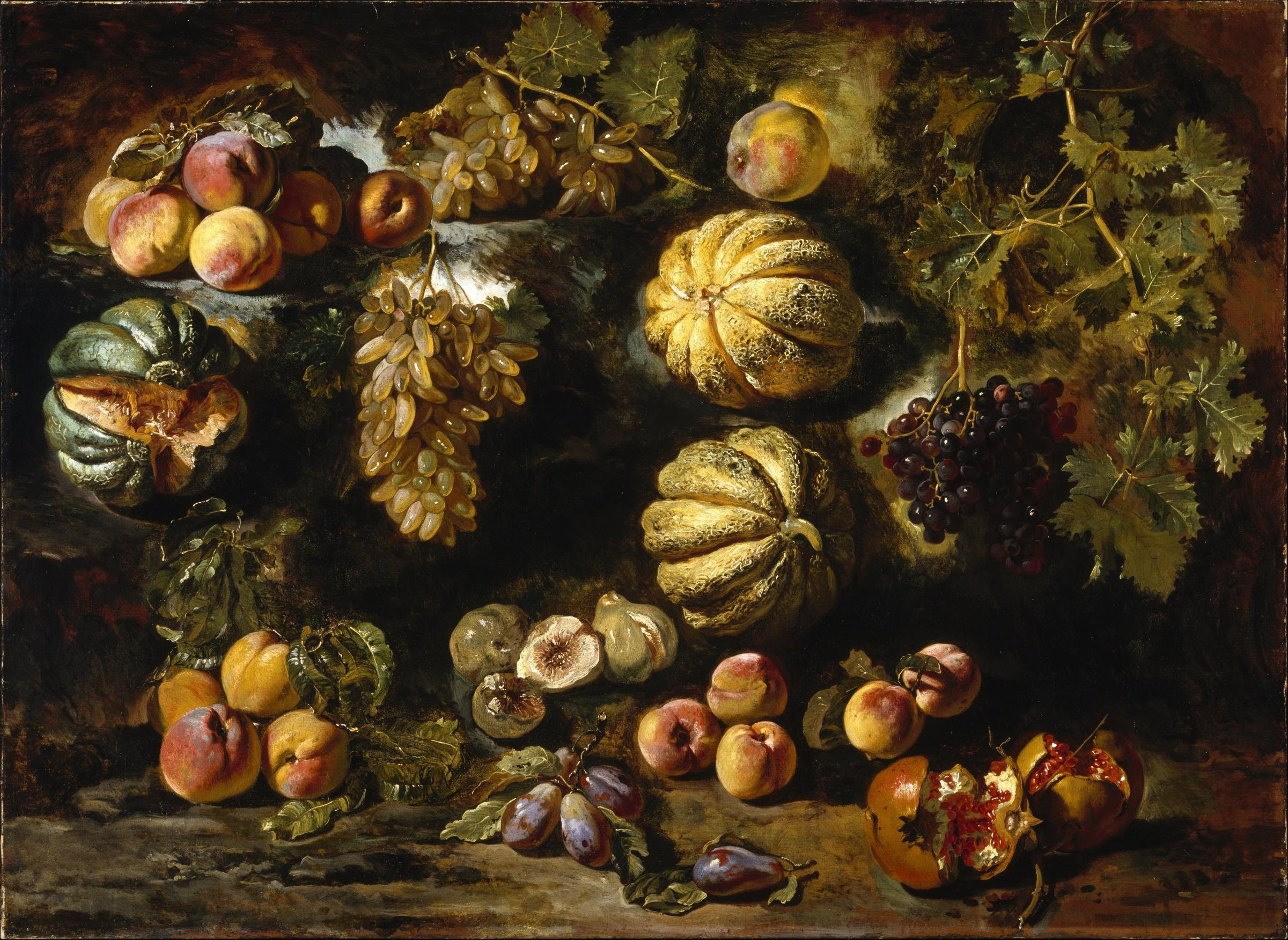
Naturaleza muerta con melones, melocotones, higos y uvas (hacia 1640), Museo de Bellas Artes de Houston
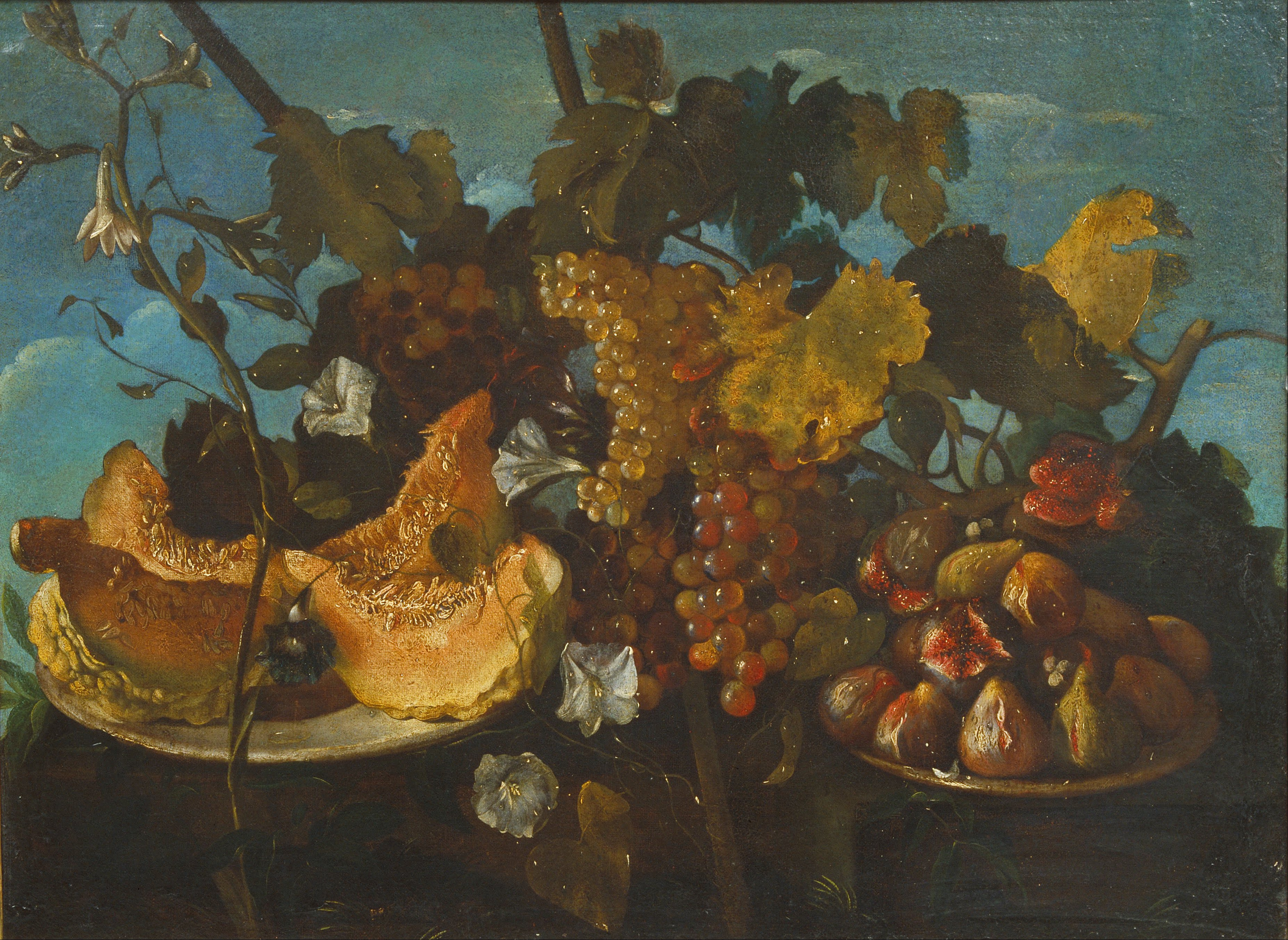
Naturaleza muerta con uvas, higos y calabaza, Museo Nacional de Arte de Cataluña, Barcelona
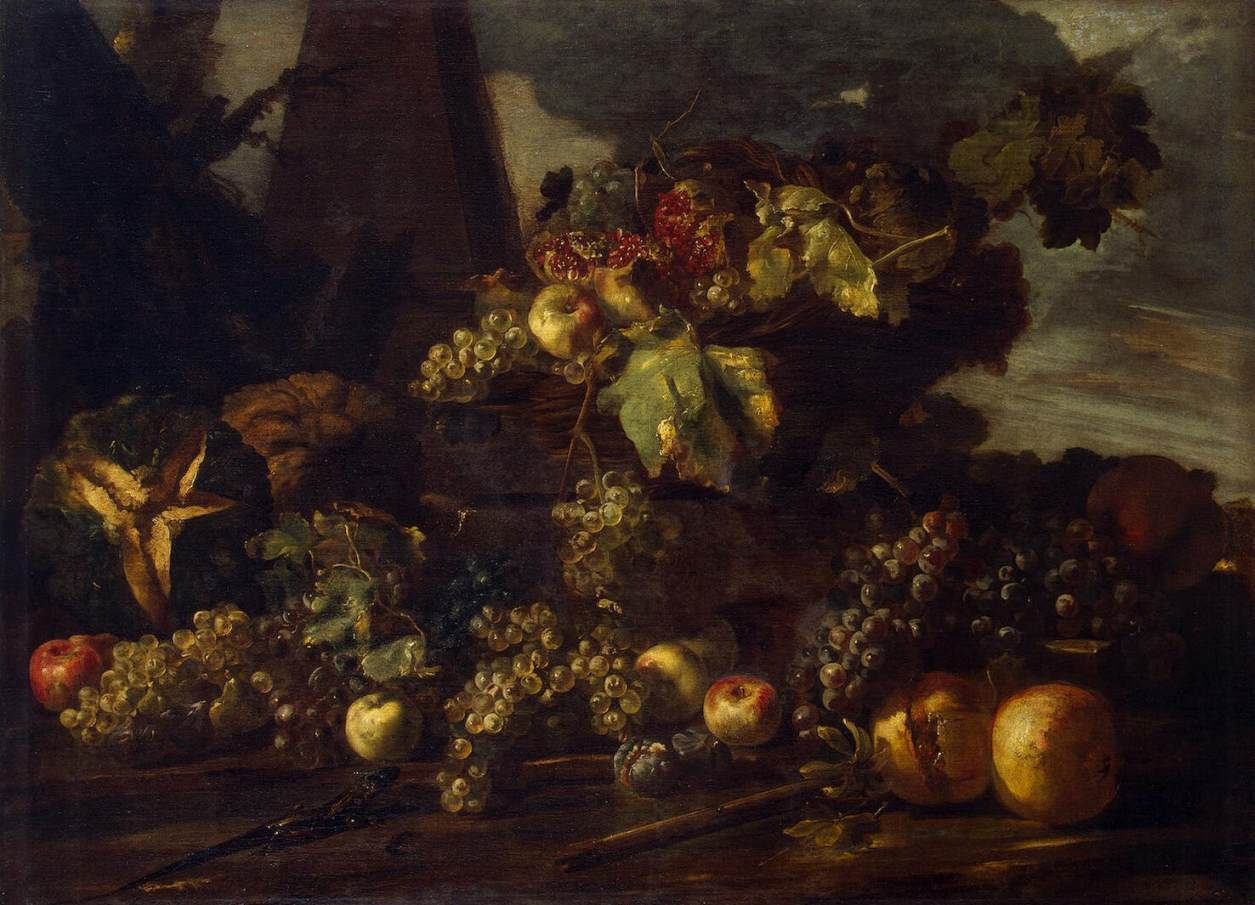
Naturaleza muerta con uvas (entre 1650 y 1670), Museo del Hermitage, San Petersburgo
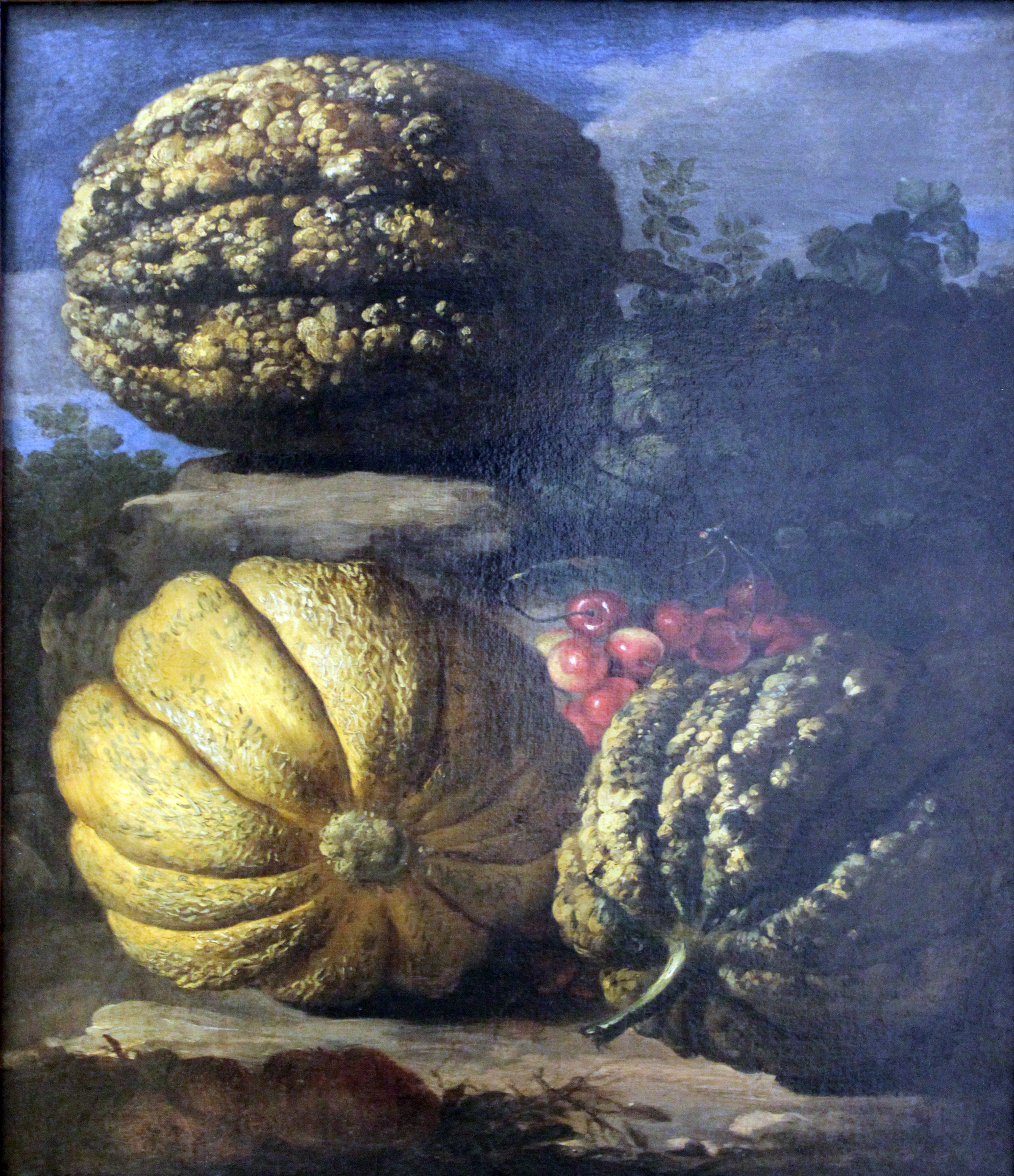
Naturaleza muerta con calabazas y cerezas (1658), Museo de Bellas Artes de Ekaterimburgo
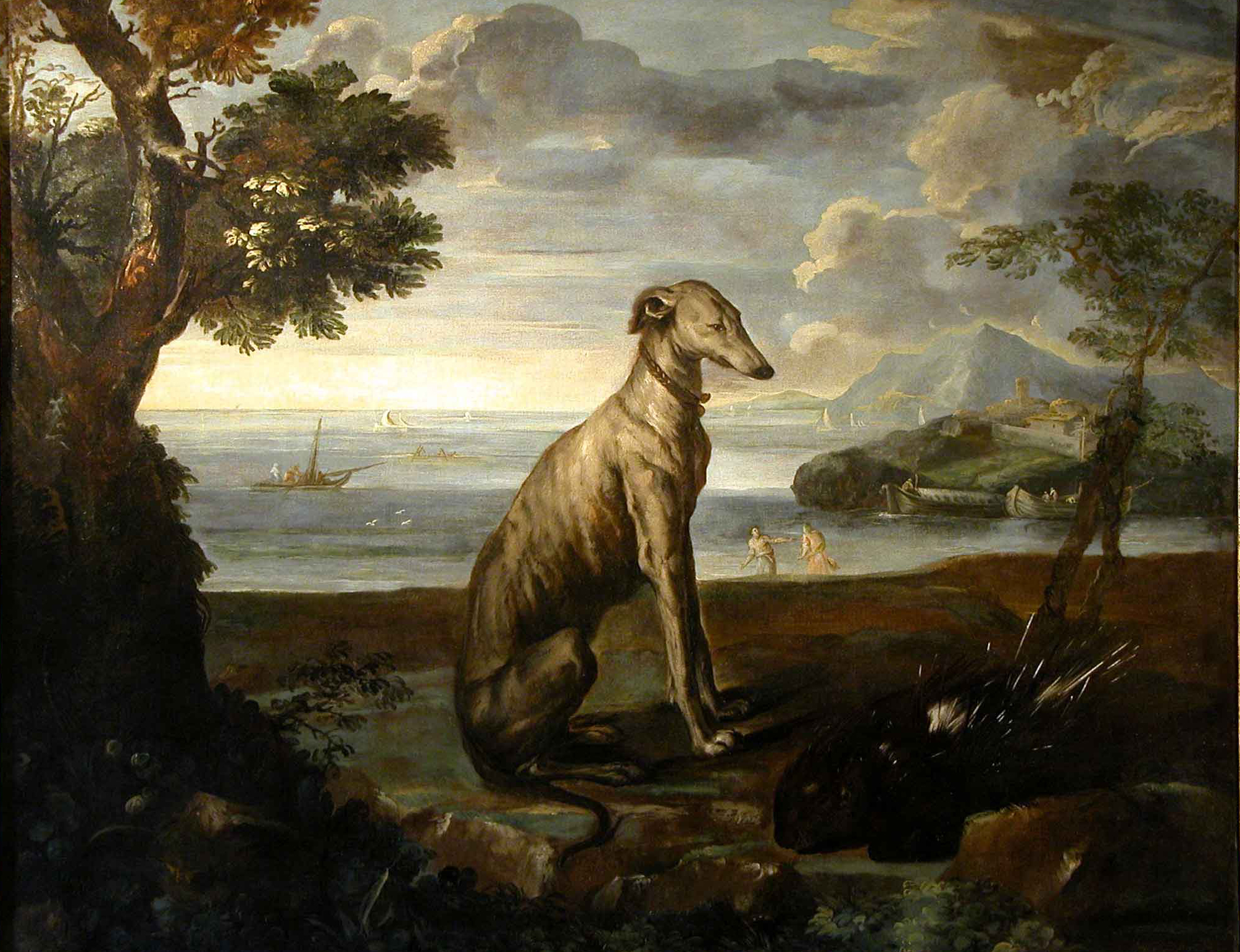
Galgo y la mansión de Porto Ercole (1658-1660), Palazzo Chigi, Ariccia
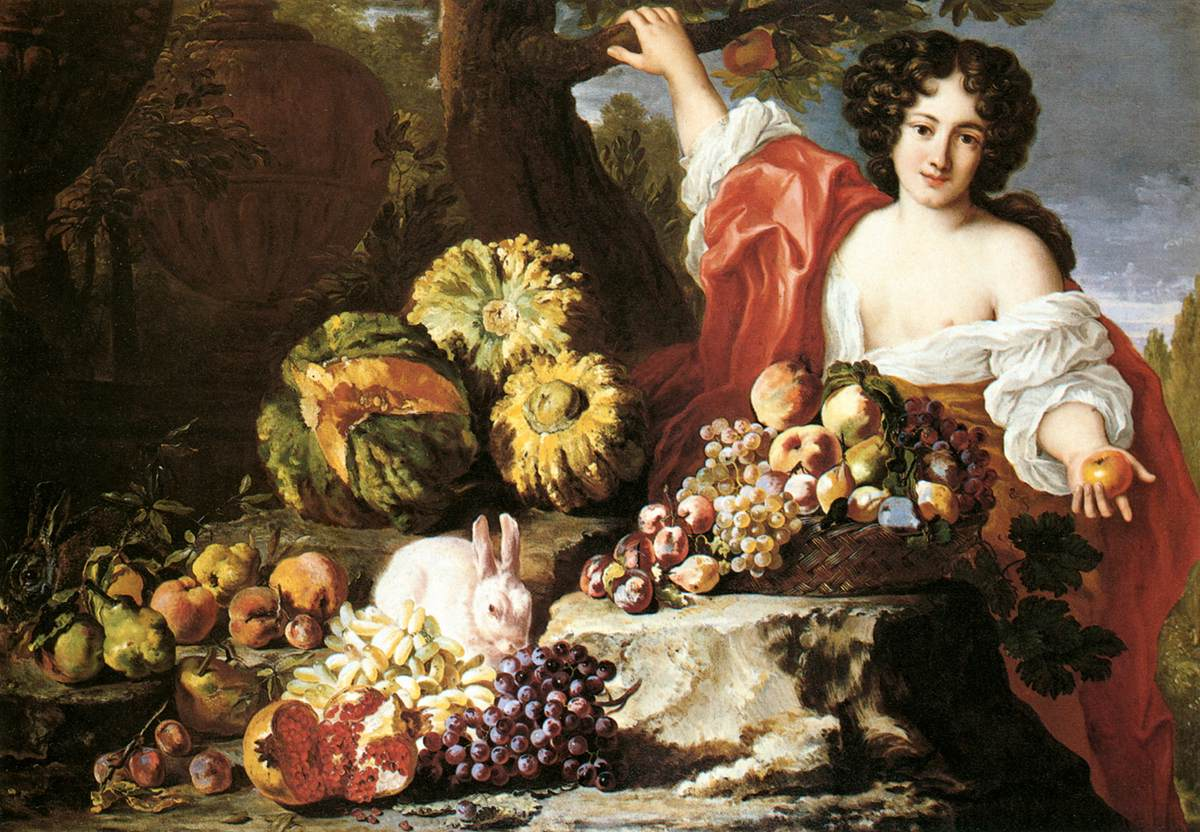
Calabazas, peras, conejo, cesto con frutas y una figura femenina, colección privada
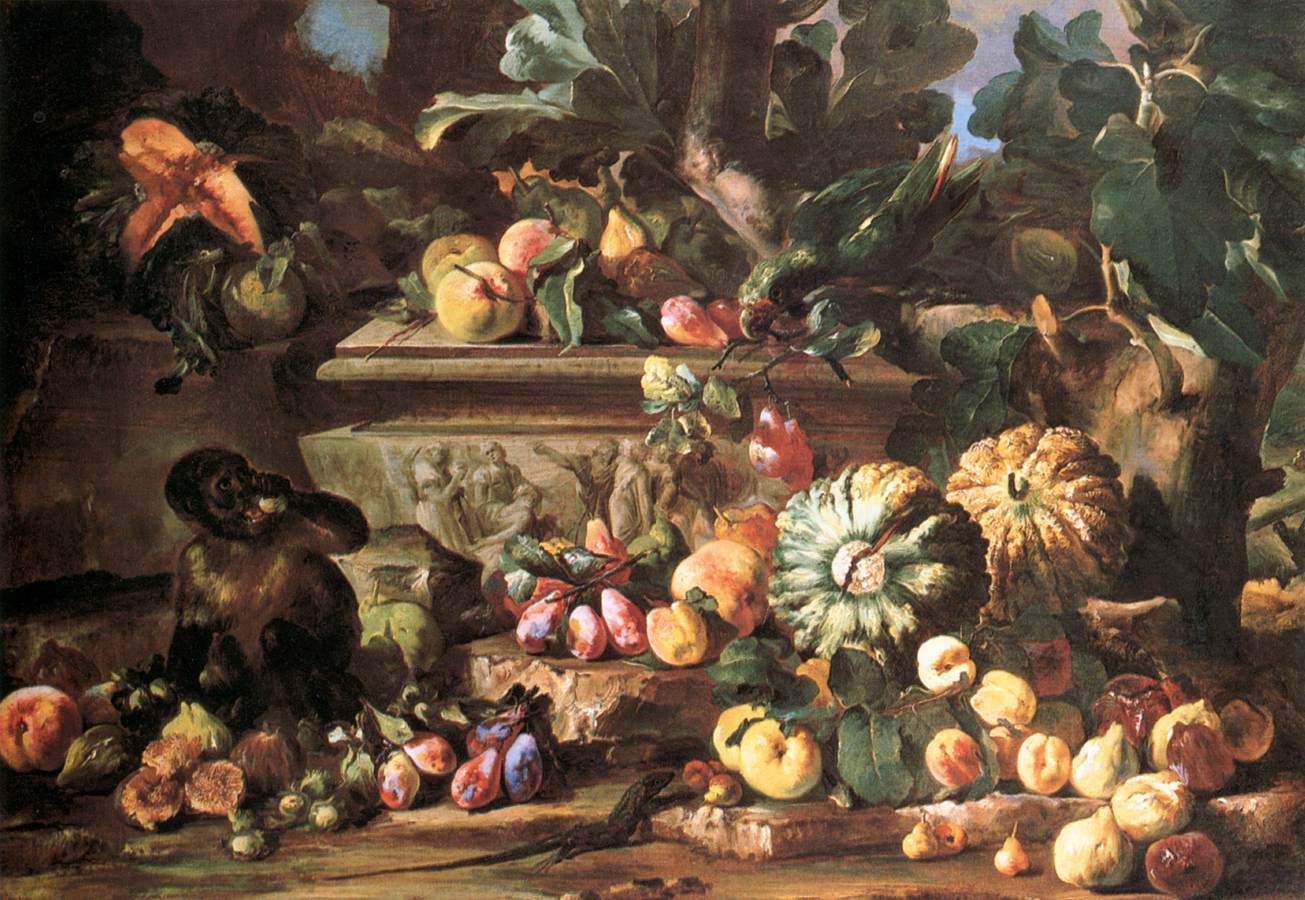
Calabazas, melocotones e higos con bajorrelieve y mono, colección privada